# Natalie Rule
Natalie Rule (* 8. August 1996 in Melbourne) ist eine australische Leichtathletin, die sich auf den Langstreckenlauf spezialisiert hat.

## Sportliche Laufbahn
Erste Erfahrungen bei internationalen Meisterschaften sammelte Natalie Rule im Jahr 2022, als sie sich im 5000-Meter-Lauf für die Weltmeisterschaften in Eugene qualifizierte und dort ihren Vorlauf nicht beenden konnte. Anschließend gelangte sie bei den Commonwealth Games in Birmingham mit 15:51,31 min auf Rang 18.

## Persönliche Bestzeiten
- 1500 Meter: 4:09,13 min, 19. März 2022 in Melbourne
- 3000 Meter: 9:06,68 min, 12. März 2022 in Sydney
- 5000 Meter: 15:06,50 min, 6. Mai 2022 in San Juan Capistrano